# Arte mosana

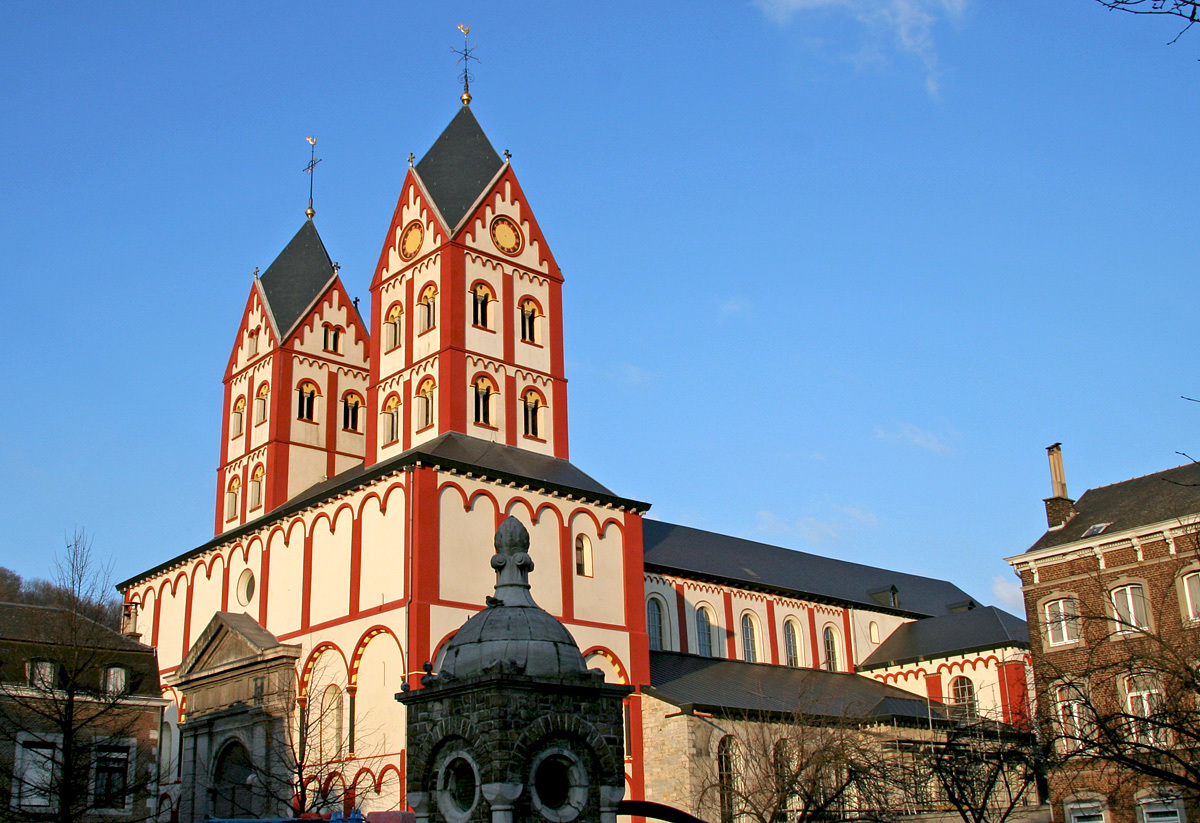
Collegiata di San Bartolomeo, Liegi

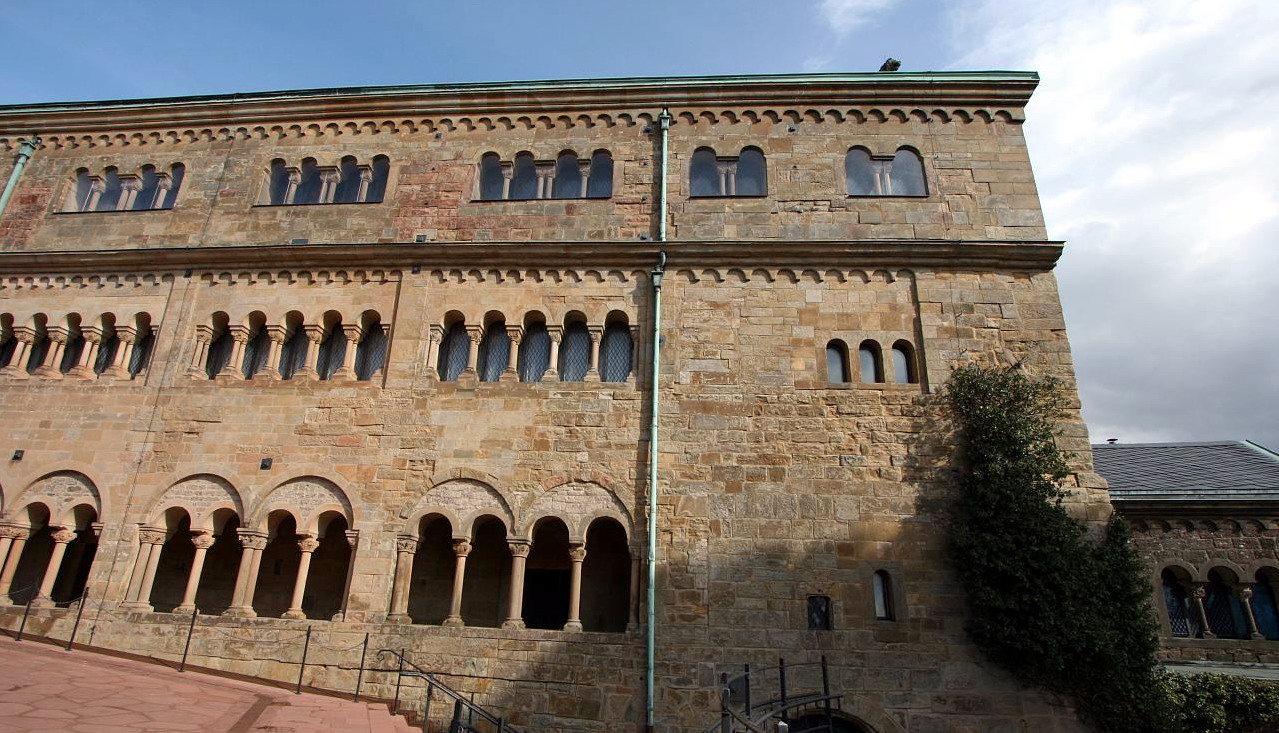
Wartburg, Landgrafenhaus, decorazione per scultori mosane

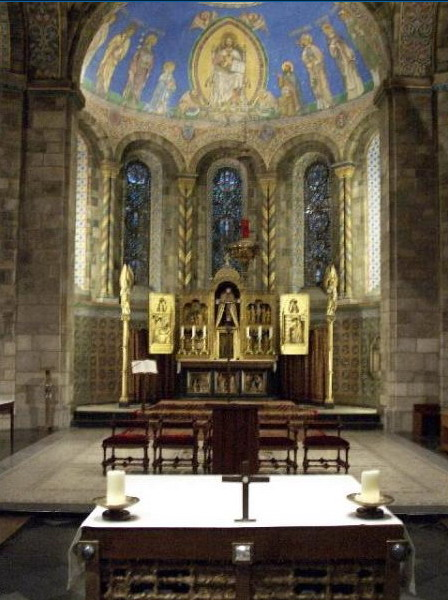
Chiesa abbaziale di Rolduc (XII-XIII secolo)

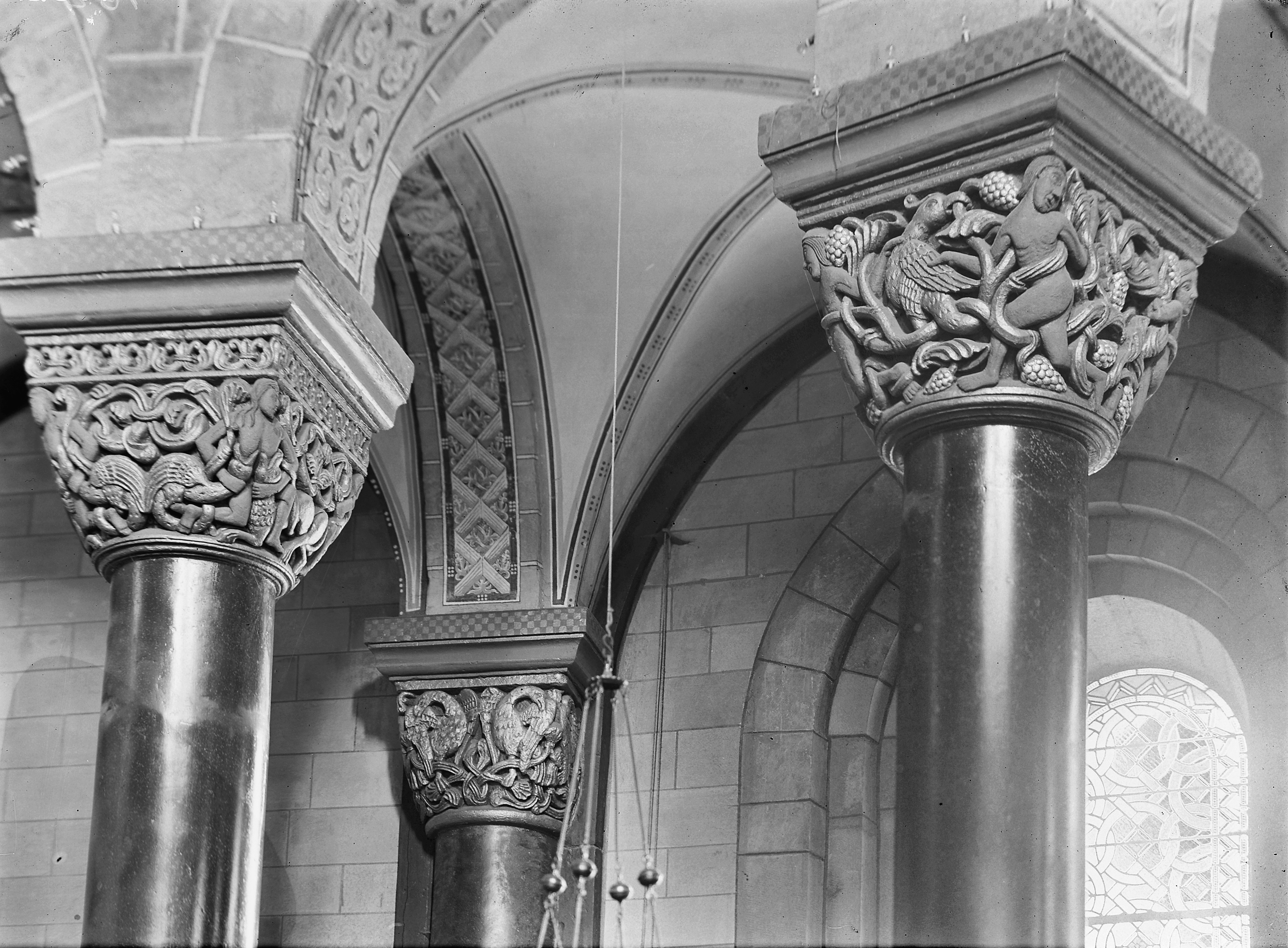
Capitelli nel coro della Collegiata di Santa Maria, Maastricht

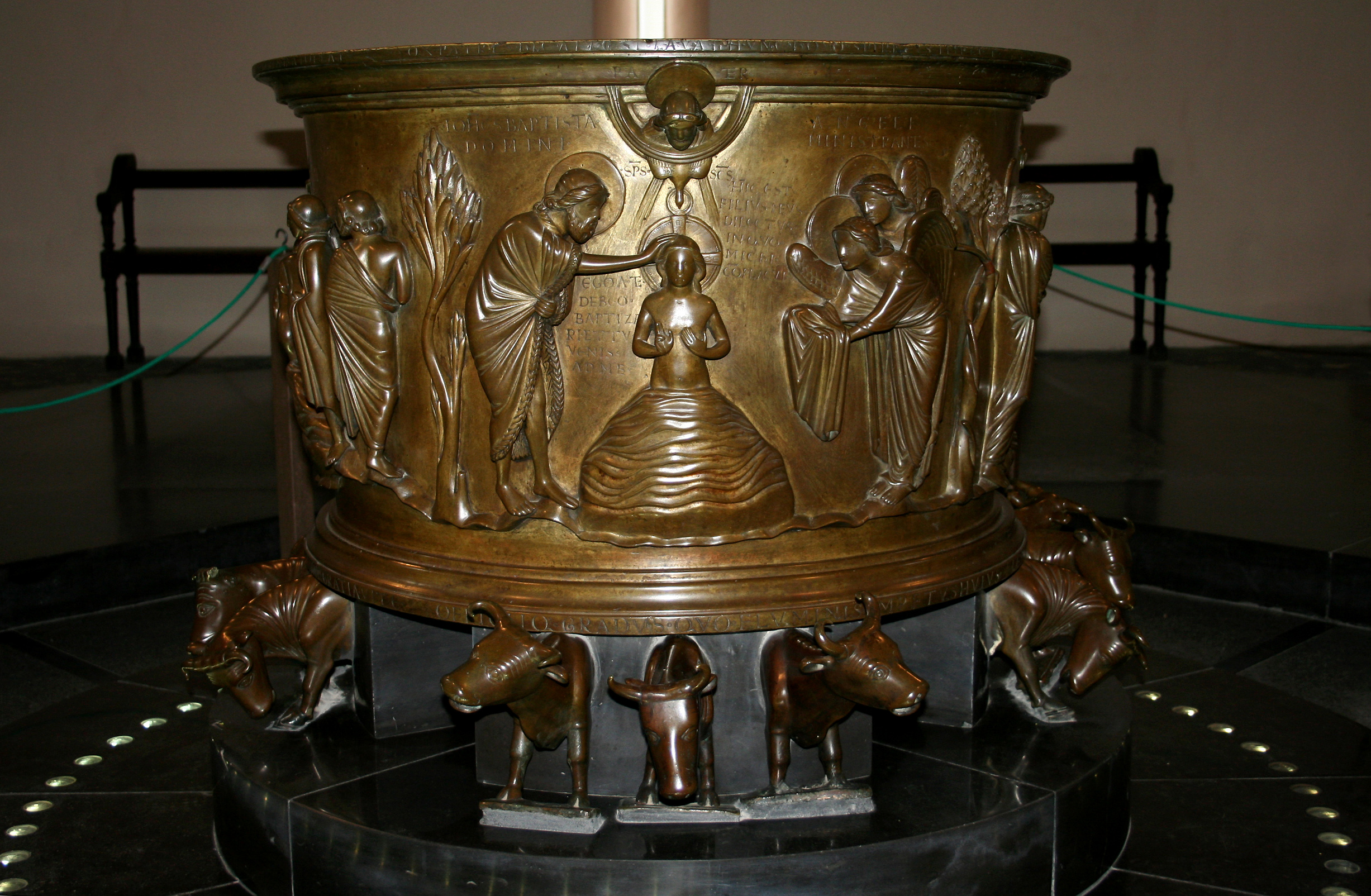
Fonte battesimale di Renier de Huy nella Collegiata di San Bartolomeo, Liegi

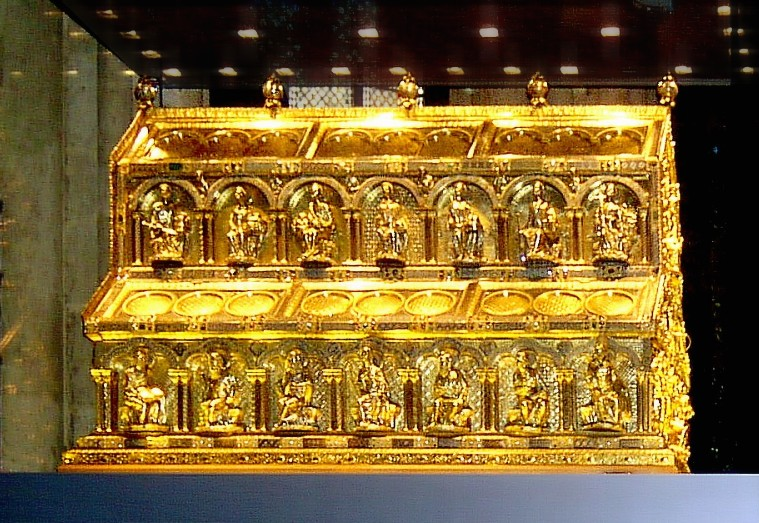
L'Arca dei Re Magi nel Duomo di Colonia

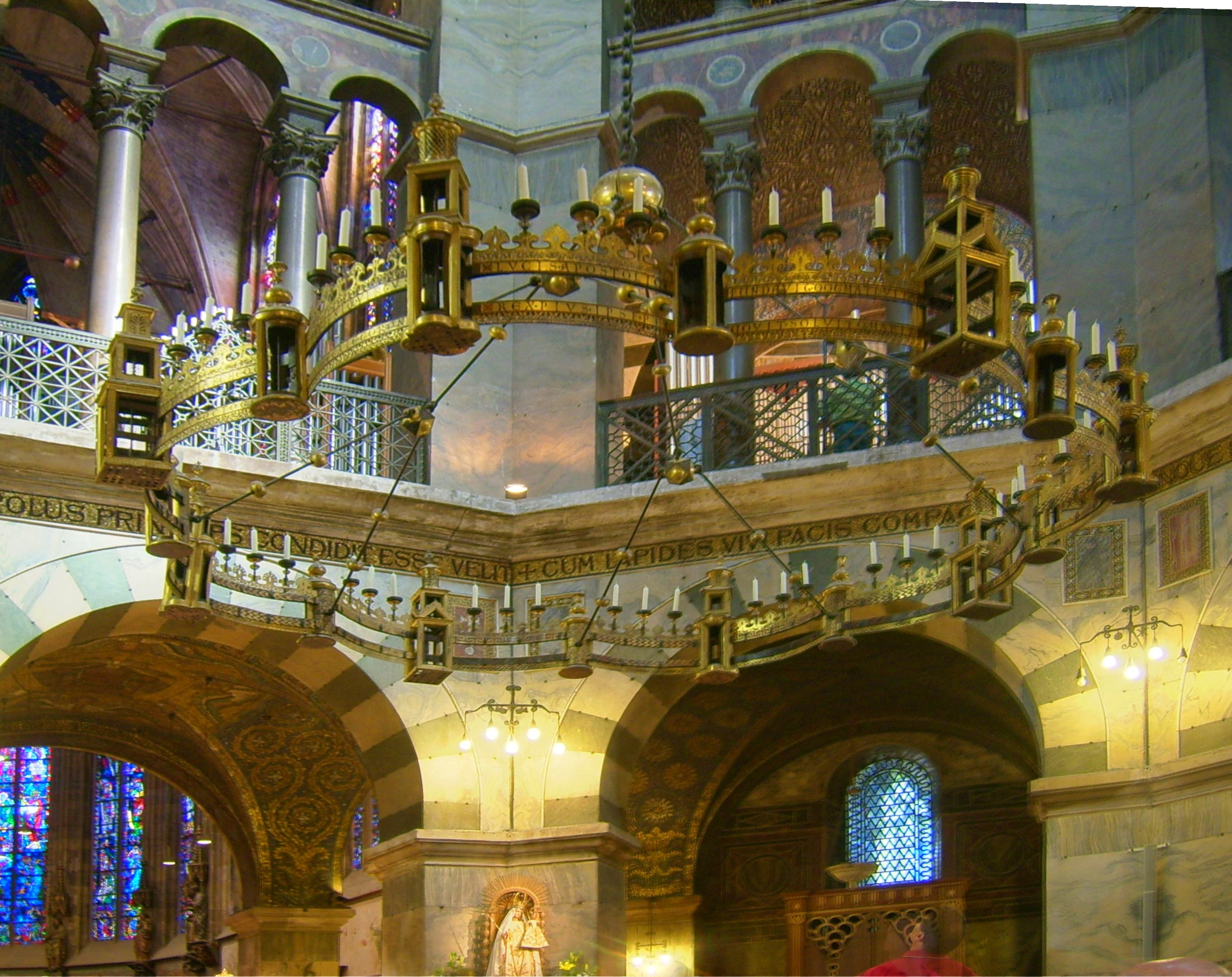
Cattedrale di Aquisgrana. Lampadario del Barbarossa

L’arte mosana è l'arte caratteristica delle opere costruite nel medioevo nella valle della Mosa nel Belgio e nei Paesi Bassi (Principato vescovile di Liegi).

## Storia
Abili nella lavorazione dei metalli a partire dall'epoca dei merovingi, dall'XI secolo si sviluppa in maniera autonoma trovando la maggiore diffusione nei secoli XII e XIII.

### Architettura
L'architettura mosana è un ramo regionale dell'architettura romanica. Le opere principale sono: 
- Collegiata di San Bartolomeo, Liegi
- Collegiata di San Giovanni, Liegi
- Collegiata di Santa Maria, Huy
- Chiesa abbaziale di Lobbes
- Collegiata di San Giorgio e Santa Oda, Amay
- Collegiata di Stan Stefano, Waha
- Collegiata di Santa Gertrude, Nivelles
- Chiesa abbaziale di San Pietro e San Remaclo, Stavelot
- Basilica di San Servazio, Maastricht
- Collegiata di Santa Maria, Maastricht
- Chiesa abbaziale di Aldeneik
- Chiesa abbaziale di Rolduc
- Chiesa abbaziale di Susteren
- Chiesa abbaziale di Sint Odiliënberg

### Scultura di pietra
- Capitelli nel westwerk della Collegiata di San Servazio, Maastricht (XII secolo)
- Capitelli nel coro della Collegiata di Santa Maria, Maastricht (XII secolo)
- Capitelli nella cripta della chiesa abbaziale di Rolduc (XII secolo)
- Rilievo Vierge de Dom Rupert (XII secolo), Museo Curtius, Liegi
- Rilievo Pierre Boudon (XII secolo), Museo Curtius, Liegi
- portale di Samson, Chiesa abbaziale di Santa Gertrude, Nivelles*Fonte battesimale, Furnaux (Provincia di Namur)
- Rilievo Giuramento sue reliquie (XII secolo), Collegiata di Santa Maria, Maastricht
- Rilievo Majestas Domini (XII secolo), Collegiata di San Servazio, Maastricht
- Rilievo doppio (XII secolo), Collegiata di San Servazio, Maastricht
- Quattro rilievi nella chiesa di San Pietro, Utrecht

### Oreficeria
L'oreficeria mosana preziosi ebbe maggiore risalto nel XII secolo anche se la prima opera in tal senso è, il reliquiario di San Hadelin a Visé che risale all'XI secolo). Fra gli oggetti più prodotti altari portatili e reliquiari.
Fra gli esponenti dell'arte oreficeria mosana:
- Renier de Huy (Fonte battesimale nella collegiata di San Bartolomeo, Liegi).
- Godefroid de Claire da Huy dove nell'elenco delle sue opere vi è l'urna dei santi Domiziano e Mangoldo (1173 circa, chiesa di Huy), il reliquiario di sant'Alessandro (Bruxelles, Museo del Cinquantenario), il polittico della Pentecoste (Parigi, Museo di Cluny) e l'altare portatile di Stavelot (1165. Si racconta che Suger gli commissionò la creazione della croce d'oro di Saint-Denis, andata perduta quasi per intero.
- Nicolas de Verdun si distinse per quanto riguarda dell'arte dello smalto e della scultura, fra le sue opere l'ancona di Klosterneuburg (Austria), del 1181, la cassa reliquiaria dei Re Magi (Colonia, tesoro del duomo) e la cassa reliquiaria de la Santa Maria (Cattedrale di Notre-Dame (Tournai)).
- Hugo d'Oignies creatore di calici, croci, e reliquiarie nel monastero di Notre-Dame a Namur)
- Altri lavori: le casse reliquiarie di San Servazio (Maastricht), San Hadelin (Visé), San Remaclo (Stavelot), San Domiziano] (Huy), Carlo Magno (Cattedrale di Aquisgrana)

### Miniatura
Per quanto riguarda la miniatura iniziata nell'XI secolo, fra cui i manoscritti Bibbia di Floreffe e Bibbia di Stavelot (si ritrova a Londra, British Museum) e il foglio Wittert (si ritrova a Liegi, Biblioteca dell'Università).